# Ekonomska fakulteta v Beogradu
Ekonomska fakulteta (izvirno srbsko Економски факултет у Београду), s sedežem v Beogradu, je fakulteta, ki je članica Univerze v Beogradu.